# Budynek mieszkalno-usługowy przy ulicy marszałka Józefa Piłsudskiego 94-96 we Wrocławiu

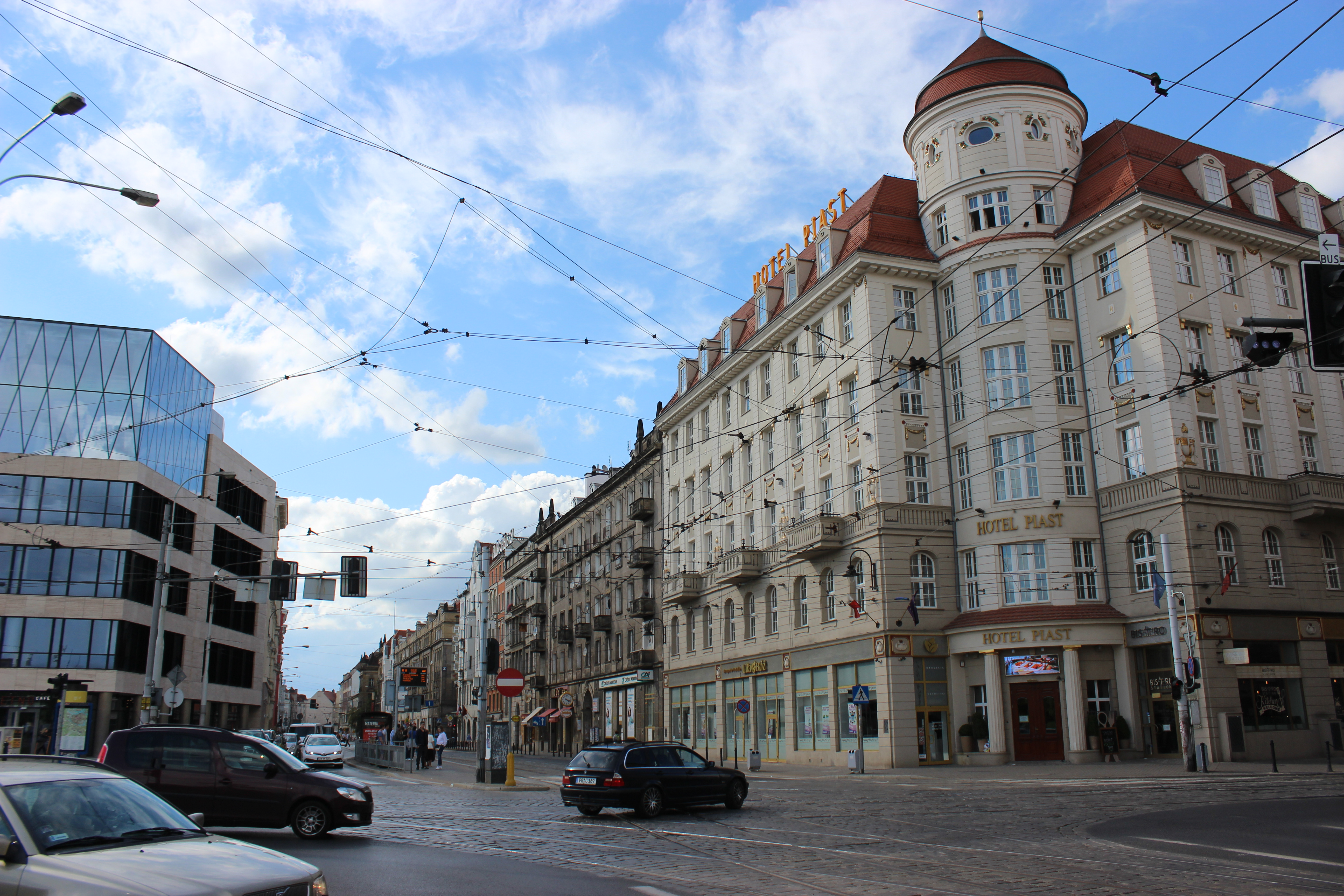
Ul. J. Piłsudskiego, po prawej hotel Piast i za nim nr 94-96

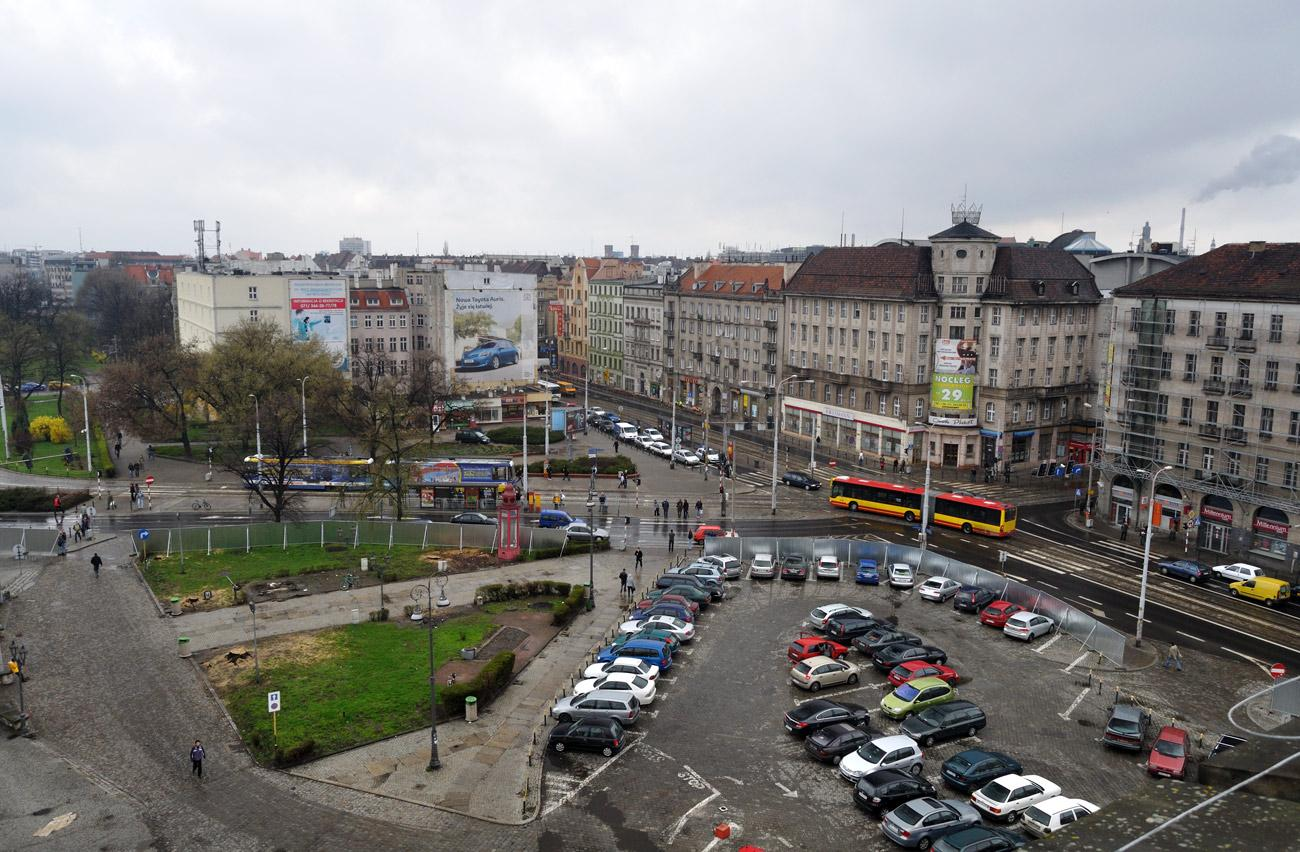
Widok z dworca, za ulicą: hotel Piast i po lewej od niego nr 94-96

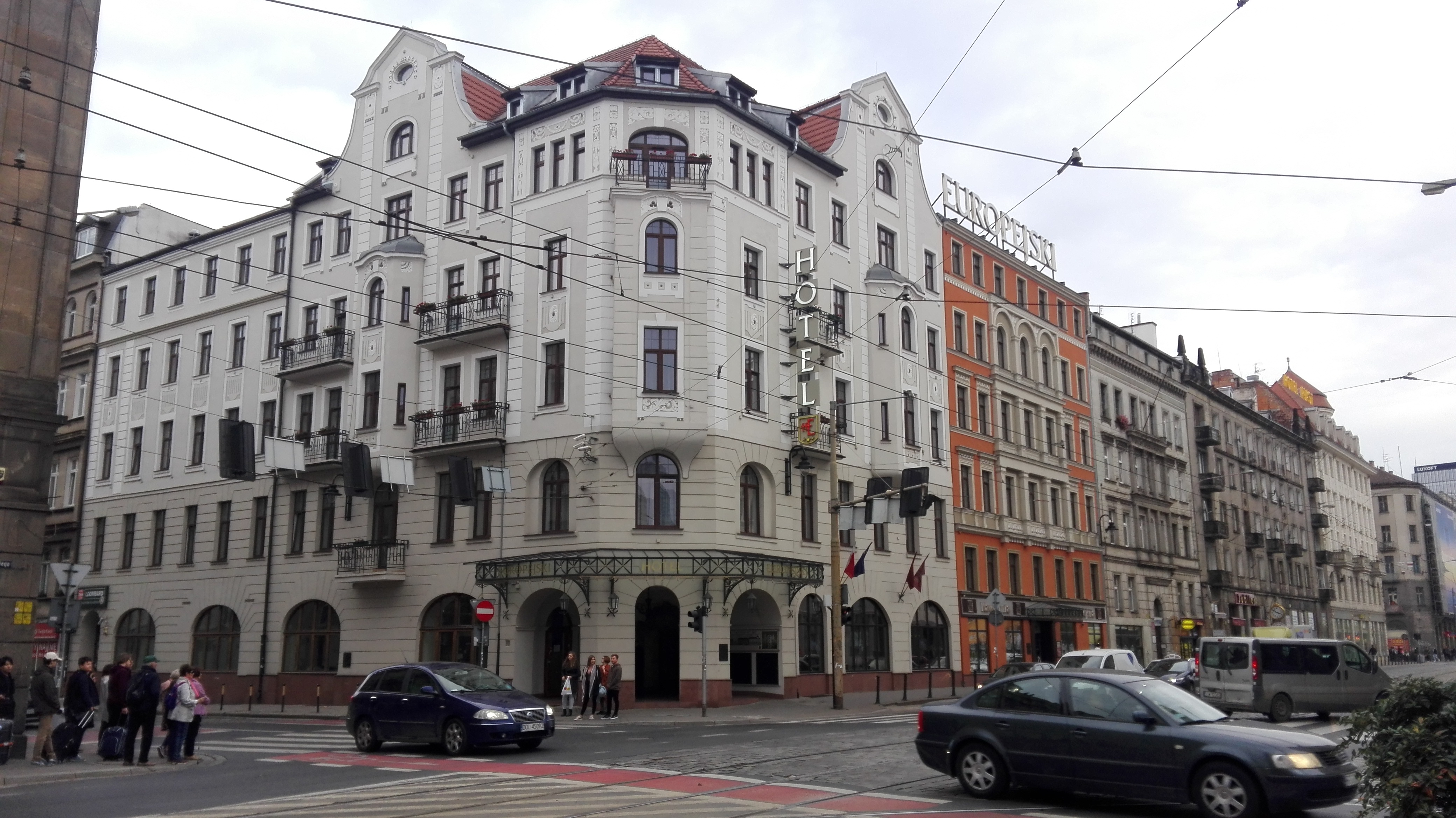
Pierzeja północna ulicy z budynkiem nr 94-96

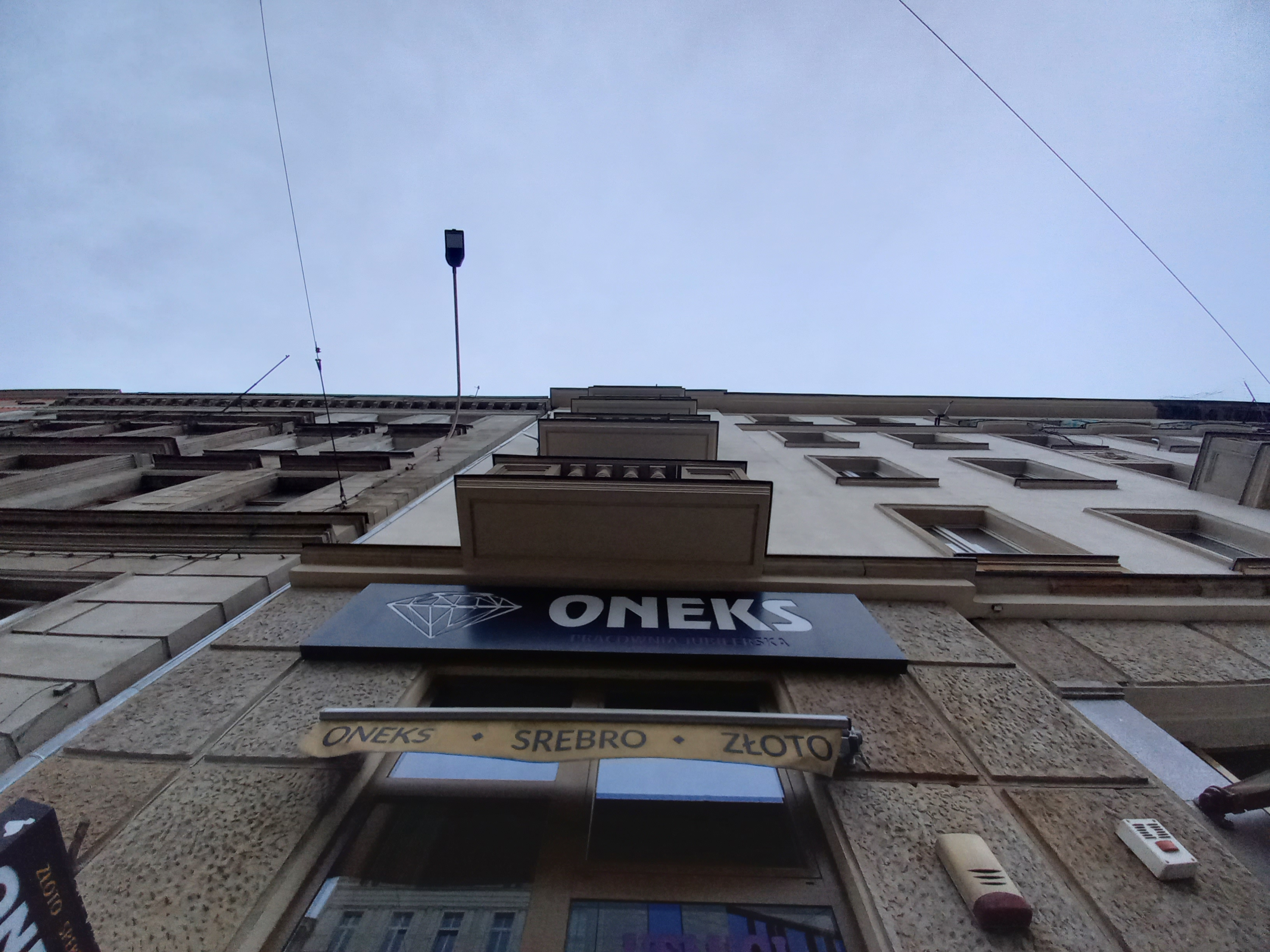
Skrajny pion balkonów po stronie zachodniej

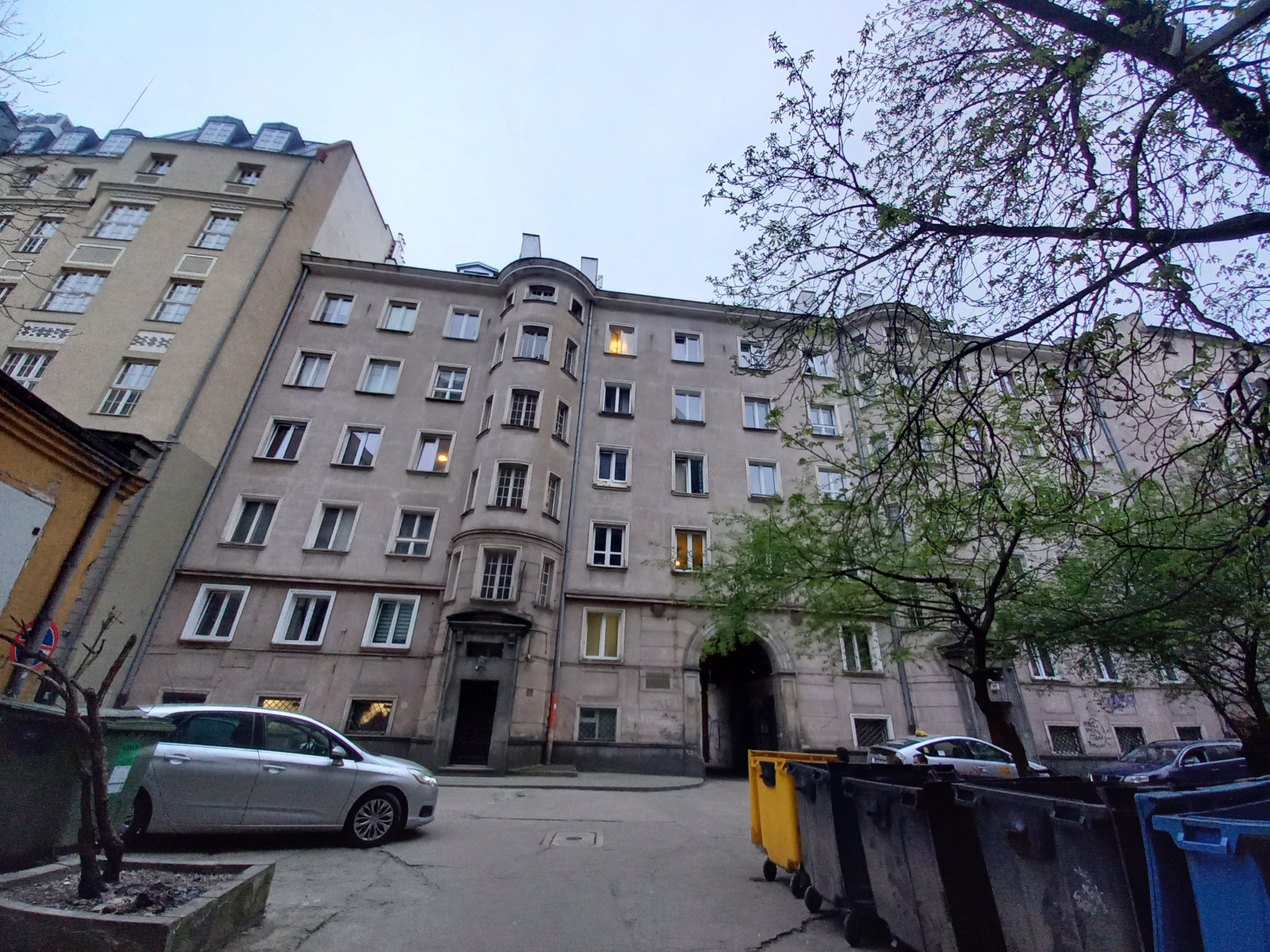
Elewacja północna

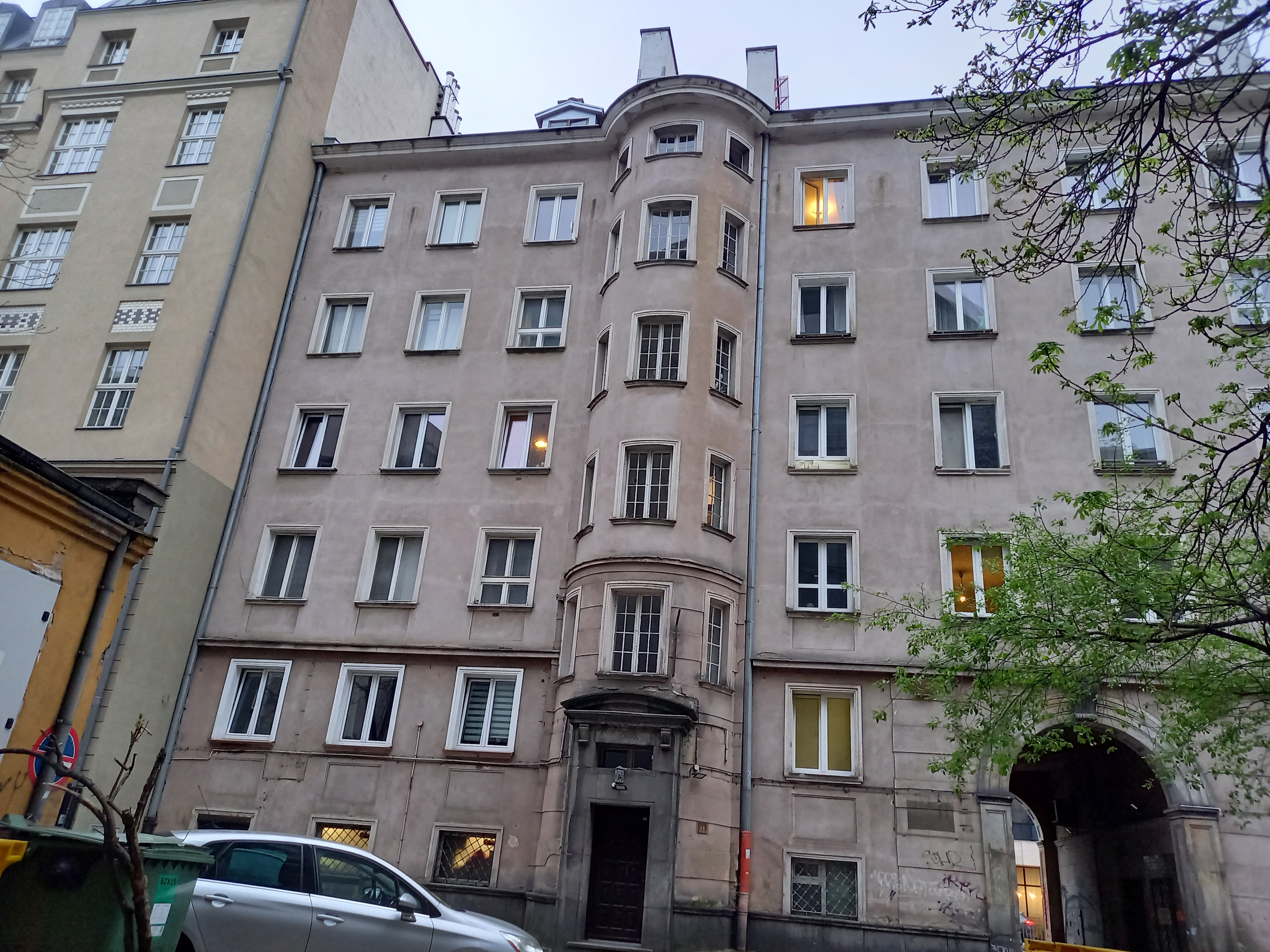
Ryzalit wschodni

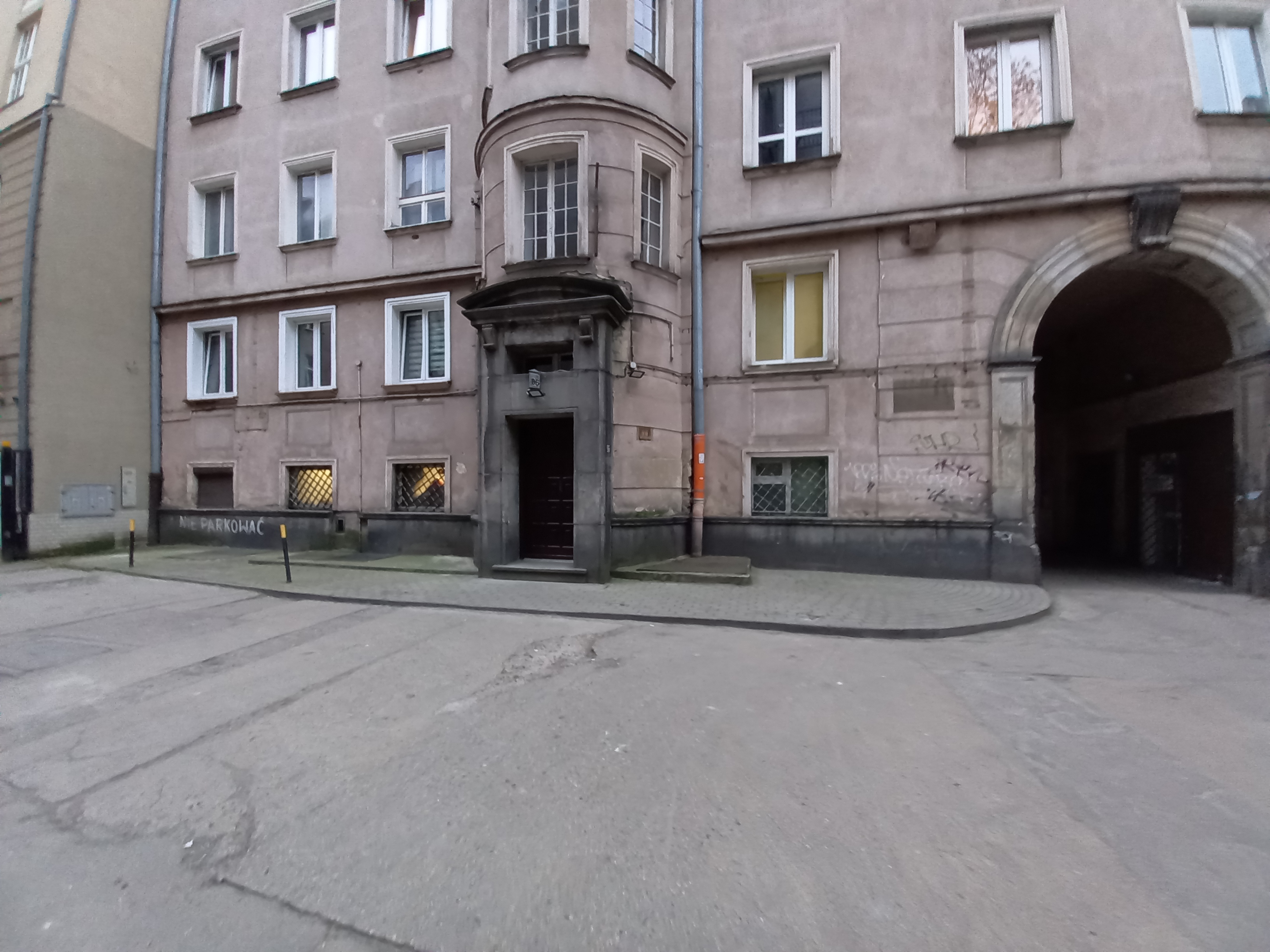
Wejście do klatki nr 96

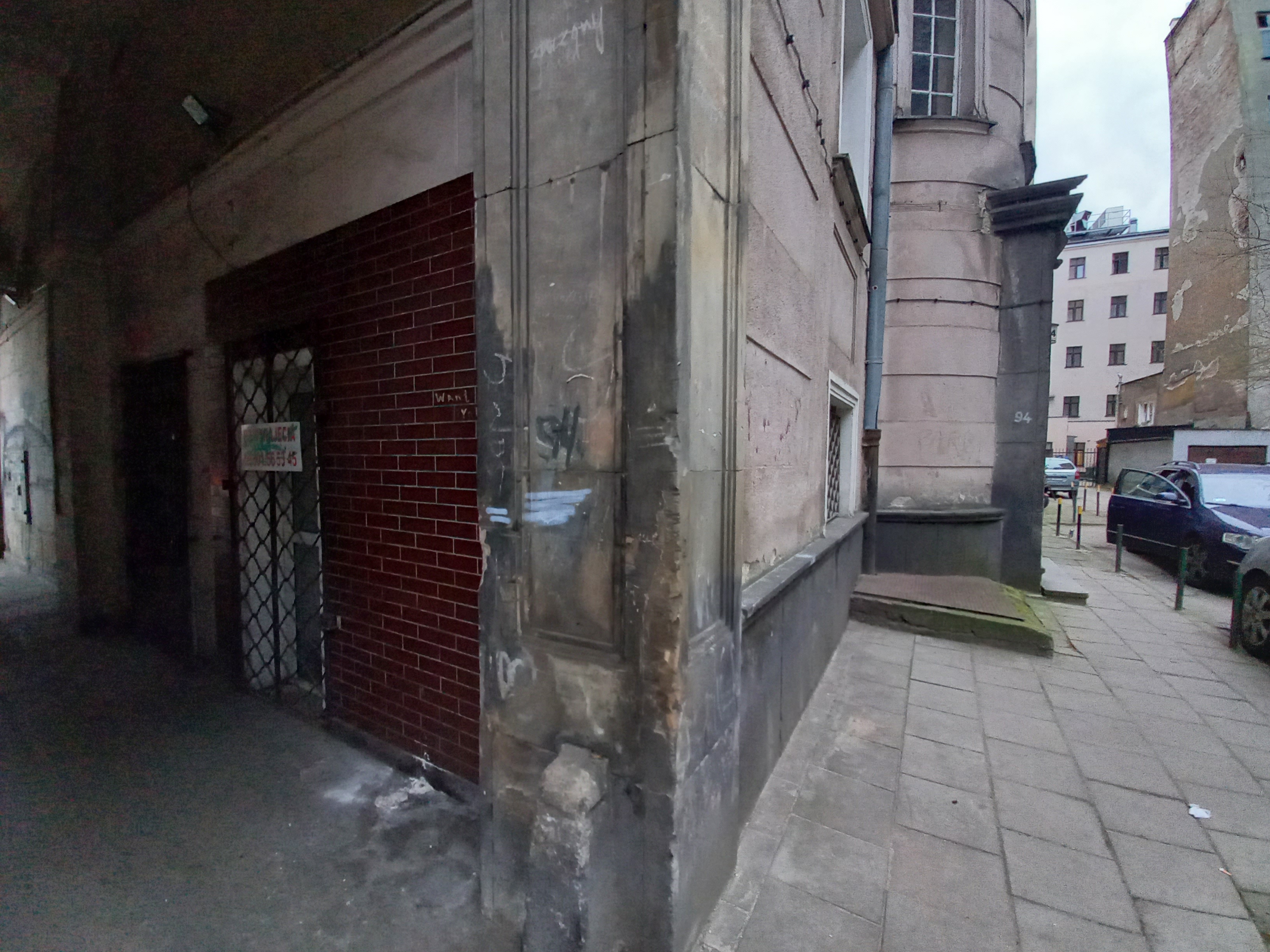
Ryzalit wschodni w poziomie parteru

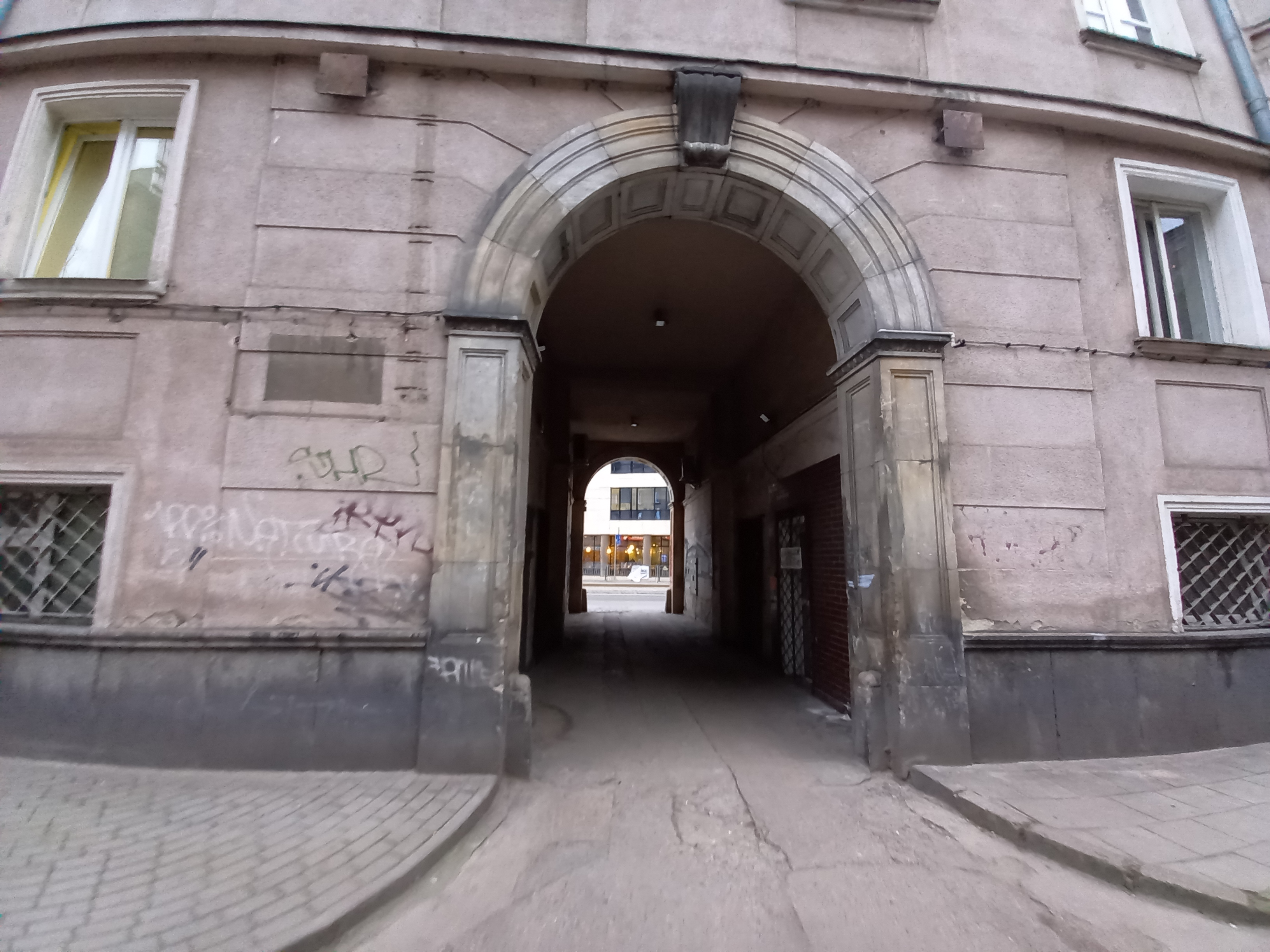
Przejazd bramowy od strony podwórza

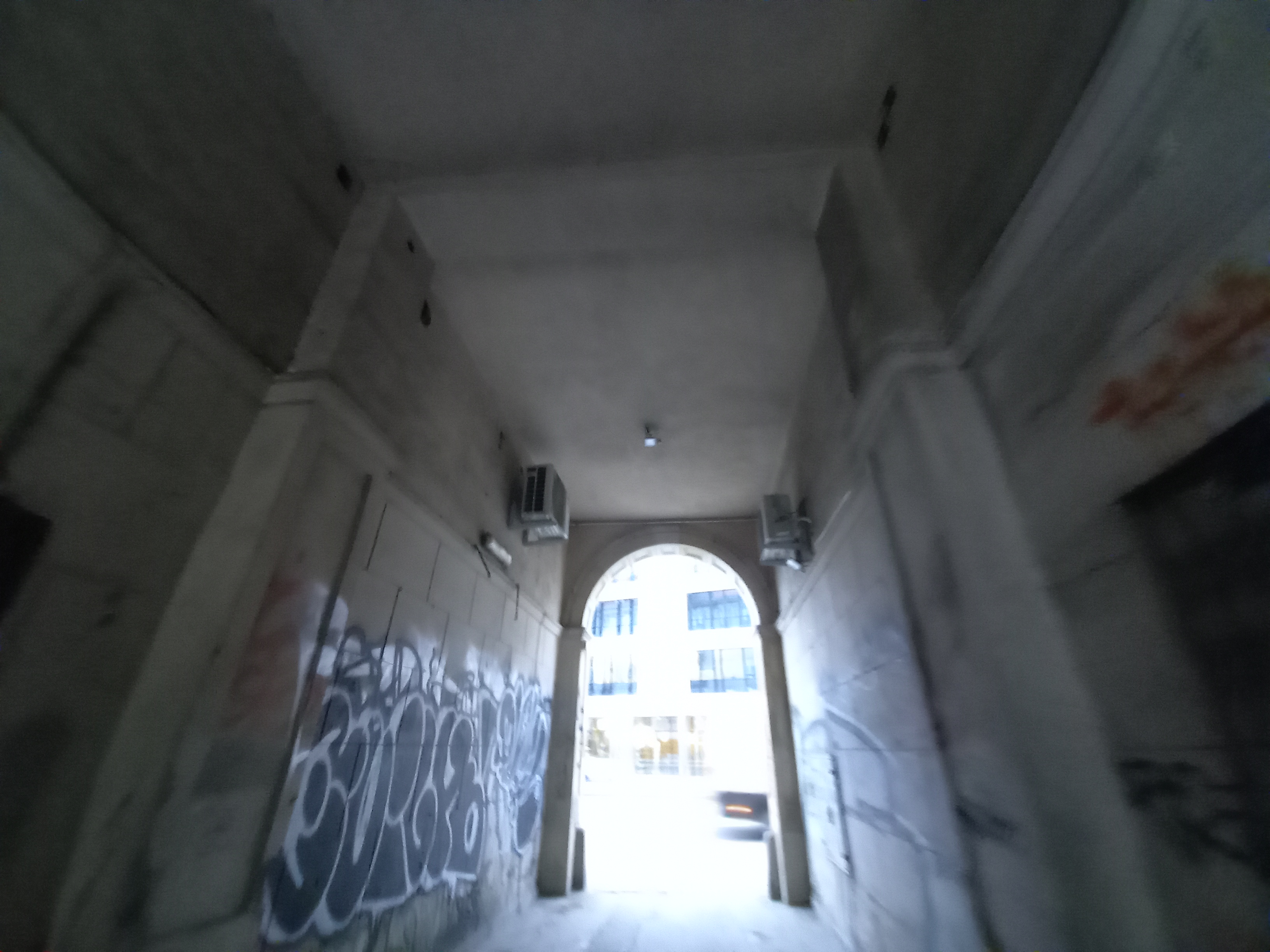
Przejazd bramowy, wnętrze

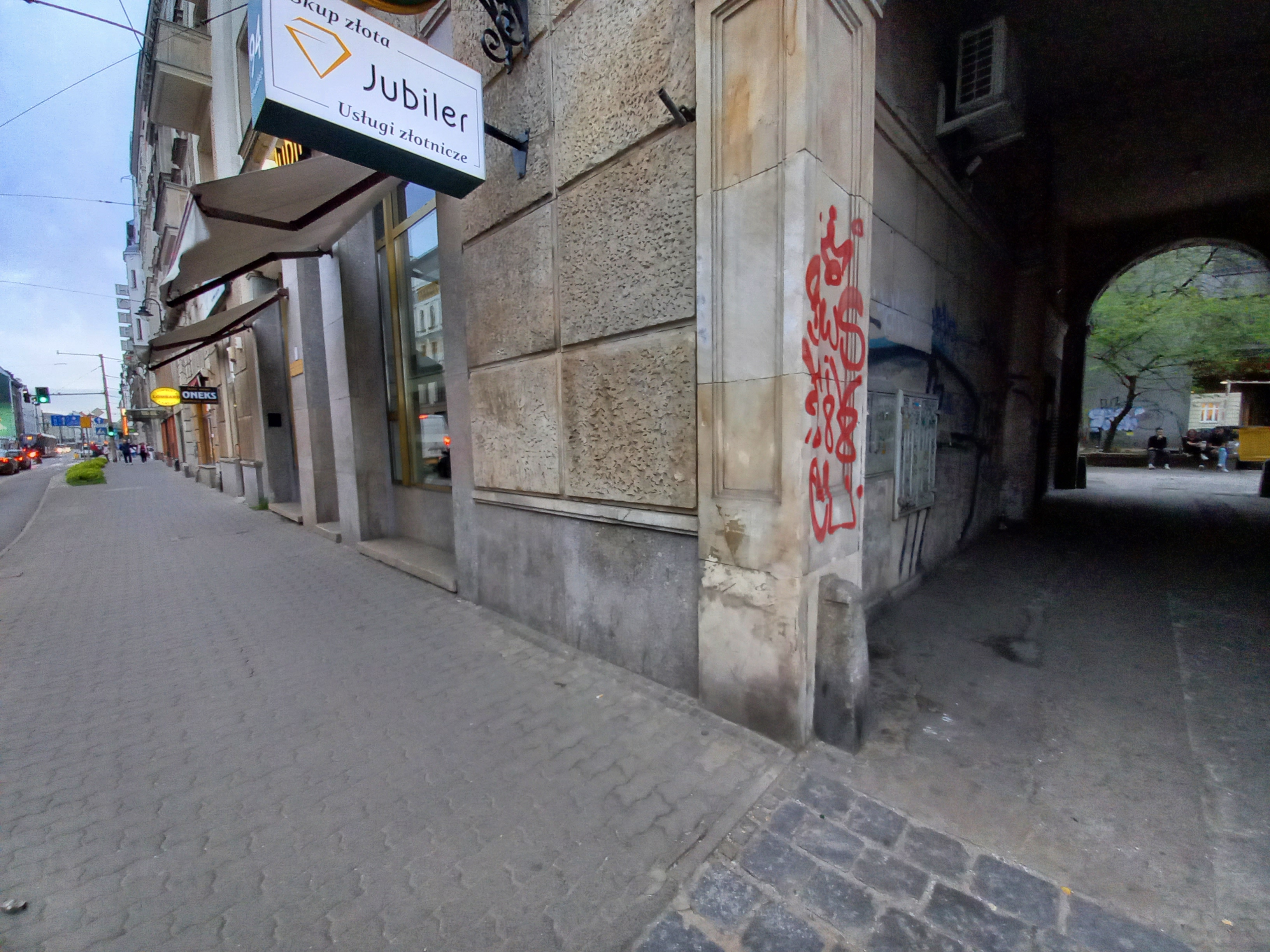
Okładziny z piaskowca na fasadzie i portalu przejazdu bramowego

Budynek mieszkalno-usługowy przy ulicy marszałka Józefa Piłsudskiego 94-96 – budynek mieszkalno-usługowy położony we Wrocławiu na osiedlu Przedmieście Świdnickie, w pobliżu dworca Wrocław Główny. Adres budynku to ulica marszałka Józefa Piłsudskiego 94-96. Jest to budynek plombowy, zbudowany w latach 1954–1955 według projektu Witolda Skowronka, określany także jako kamienica lub dom. Uznaje się, że jest to pierwszy lub co najmniej jeden z pierwszych domów zbudowanych od podstaw po zakończeniu II wojny światowej. Z tego między innymi powodu uznawany jest za ważny dla historii i architektury Wrocławia. Jego architektura zaliczana jest do nurtu realizmu socjalistycznego. Budynek został ujęty w ewidencji zabytków, a wcześniej znajdował się na liście wrocławskich dóbr kultury współczesnej.

## Położenie i otoczenie
Budynek położony jest we Wrocławiu na osiedlu Przedmieście Świdnickie, w obrębie dawnej dzielnicy Stare Miasto. Ulica, przy której stoi, jest jedną z głównych ulic miasta, o charakterze reprezentacyjnym. Adres budynku to ulica marszałka Józefa Piłsudskiego 94–96. Współtworzy on północną pierzeję ulicy, mającą charakter ciągłej zabudowy śródmiejskiej, w ramach kwartału ulic: marszałka Józefa Piłsudskiego (południe), Hugona Kołłątaja (wschód), Tadeusza Rejtana (północ) i Stawowej (zachód), tuż przy dworcu kolejowym stacji Wrocław Główny. Obszar ten cechuje się najlepszym dostępem do miejskiej infrastruktury komunikacyjnej, zarówno ze względu na wymieniony dworzec kolejowy, jak i dużą liczbę przystanków tramwajowych i autobusowych oraz dużą liczbę linii komunikacyjnych wyznaczonych w okolicy w ramach wrocławskiej komunikacji miejskiej.
Teren, na którym posadowiony jest budynek, to obszar zabudowy śródmiejskiej, gęsto wypełniony tkanką miejską, charakteryzujący się przemieszaniem zabudowy o podstawowej funkcji mieszkaniowej z zabudową o innym przeznaczeniu. Obszar ten pod względem podziału na dzielnice urbanistyczne określany jest jako śródmieście, jednostka urbanistyczna Przedmieścia Świdnickiego i Oławskiego. W układzie urbanistycznym dominuje ukształtowanie bloków urbanistycznych w postaci kwartałów zabudowy, w ramach których umiejscowiono funkcje reprezentacyjne na zewnątrz kwartału, a funkcje użytkowe wewnątrz. Dominuje tu pierzejowa zabudowa wzdłuż ulic.

## Historia

### Przed powstaniem budynku
Teren, na którym leży budynek, to obszar niegdysiejszego przedpola fortyfikacyjnego Starego Miasta, rozpościerającego się przed Bramą Świdnicką. W XVI wieku nazywany był Wygonem Świdnickim (Schweidnitzer Vorstadt), a obejmował obszar od podwala do współczesnej estakady kolejowej oraz od Stawowej i Dworcowej. Na początku XIX wieku wzdłuż obecnej ulicy Józefa Piłsudskiego położone były wiejskie domy ogrodników. Teren ten został włączony do miasta w 1808 r. Intensywny rozwój tej okolicy, wynikający także z postępującego ówcześnie dynamicznego rozwoju całego miasta, związany był z budową dworca kolejowego Wrocław Główny, która była przyczynkiem do powstania zabudowy miejskiej w całej okolicy. W wyniku działań wojennych prowadzonych podczas oblężenia Wrocławia w 1945 r. pod koniec II wojny światowej część zabudowy uległa zniszczeniu, a wolne parcele przeznaczono pod zabudowę.

### Kontekst
Potrzeby mieszkaniowe zrujnowanego miasta sprawiły, że budownictwo mieszkaniowe było jednym z ważniejszych działów, stosunkowo skromnych we Wrocławiu, w porównaniu do innych wielkich miast Polski, inwestycji budowlanych okresu socrealizmu. Budowa budynków mieszkalnych ówcześnie koncentrowała się na uzupełnieniu zachowanej zabudowy przedwojennej. Najwięcej takich inwestycji powstawało w dwóch rejonach miasta. Jednym z takich obszarów było Przedmieście Świdnickie i rejon ulicy Tadeusza Kościuszki, placu jego imienia oraz ulicy marszałka Józefa Piłsudskiego (ówcześnie ul. Karola Świerczewskiego) i ich przecznic, przy których to ulicach i placach powstało kilka inwestycji wkomponowanych w istniejącą zabudowę. Nowa zabudowa, choć uwzględniająca wymagania obowiązującej doktryny, zasadniczo zachowywała dotychczasowe linie zabudowy oraz nawiązywała do gabarytów budynków sąsiednich.

### Powstanie budynku i użytkowanie
Projektantem budynku jest Witold Skowronek. Sam autor projektu pracował w okresie projektowania i budowy tego budynku w Miastoprojekcie Wrocław. W czasie prac projektowych i realizacyjnych obowiązywała doktryna realizmu socjalistycznego i takie właśnie budynki były wówczas projektowane, a następnie realizowane. W latach 1949–1955 powstało we Wrocławiu kilka tego typu budynków plombowych, w tym ten przy ulicy marszałka Józefa Piłsudskiego 94-96, która ówcześnie nosiła nazwę ulicy Karola Świerczewskiego. W 1954 r. projekt obiektu był gotowy i rok później trwała już budowa (według innego źródła budynek powstał w latach 1953–1954). Wykonawcą było Przedsiębiorstwo Budownictwa Uprzemysłowionego, a funkcję kierownika budowy pełnił inż. Jerzy Wojnarski. Oprócz projektu samego budynku, zrealizowanego bez jakichkolwiek zmian projektowych, Witold Skowronek w 1955 r. wykonał jeszcze projekty wnętrz sklepów planowanych na parterze. Te projekty zostały zrealizowane tylko częściowo. W latach 70. XX wieku w lokalach mieściły się: sklep z konfekcją, optyk i zegarmistrz. Później lokale zmieniły właścicieli i użytkowników. Po przemianach ustrojowych w Polsce zniszczono oryginale wyposażenie zamontowane w latach 50. XX wieku. Zmieniali się także użytkownicy, w tym czasie działalność w tych lokalach prowadził między innymi sklep jubilerski i bank.

## Architektura i aspekty budowlane

### Styl i funkcja
Pod względem architektury budynek został zaprojektowany i zbudowany w stylu socrealistycznym, z historyzującym detalem. Jest to budynek o funkcji mieszkalno-usługowej. Zlokalizowany jest w pierzei północnej ulicy, stanowiąc plombę budowlaną. Jego charakter i funkcja sprawiają, że określany jest także jako kamienica, dom.

### Parametry i dane ewidencyjne
Budynek ma pięć kondygnacji nadziemnych, jedną kondygnację podziemną i użytkowe poddasze. Wysokość budynku wynosi 23,25 m. Współcześnie (2024) teren podzielony jest na dwie wydzielone działki gruntu: o polu powierzchni wynoszącym 221 m² (część zachodnia z przejazdem), powierzchnia zabudowy: 239 m², numer porządkowy 94 i 214 m² (część wschodnia), powierzchnia zabudowy: 201 m², numer porządkowy 96. Działki te pod względem klasoużytku zaliczane są do grupy B – tereny mieszkaniowe. Według Klasyfikacji Środków Trwałych (KŚT) budynek zaliczany jest do rodzaju m – budynki mieszkalne (110). Nieruchomości te stanowią współwłasność należącą do osób fizycznych i innych osób prawnych. W budynku znajdują się następujące instalacje: centralnego ogrzewania, wodna, kanalizacyjna, gazowa, elektryczna, a w lokalach użytkowych także instalacja klimatyzacji.

### Program użytkowy
Budynek ma wyraźny podział pod względem programu użytkowego według kondygnacji. Jest budynkiem podpiwniczonym. W środkowej części kondygnacji piwnic wybudowano schron z komorą wentylacyjną. Po obu jego stronach zlokalizowane są korytarze prowadzące do komórek lokatorskich, kotłowi i pomieszczenia na opał. Parter przeznaczono w podstawowej części na lokale użytkowe / usługowe. Każdy z nich posiada wejście dla klientów od strony ulicy. W środkowej części budynku wykonano przejazd bramowy prowadzący do wnętrza międzyblokowego. Stanowi także komunikację dla mieszkańców, gdyż wejścia do klatek schodowych zlokalizowano od strony podwórza. W budynku są dwie takie klatki schodowe. Z przejazdu dostępne są także wspólne pomieszczenia: gospodarcze i dla rowerów. W tylnej części parteru za salami obsługi klienta lokali użytkowych znajdują się pomieszczenia gospodarcze i magazynowe. Nad tymi ostatnimi urządzono dwa małe mieszkania (z wejściami z klatek schodowych). Powyżej, nad parterem, położone są powtarzalne kondygnacje mieszkalne. Na każdej z nich znajduje się sześć mieszkań, po trzy na każdej z dwóch klatek schodowych. Poddasze wykorzystano na strych gospodarczy. Jest to otwarta przestrzeń, w której umieszczono prowizoryczne przepierzenia. Pierwotny program przewidywał tu pralnię i suszarnię.

### Lokale
Na parterze znajdują się lokale użytkowe. W pierwotnym programie użytkowym były to dwa lokale, po jednym po każdej stronie przejazdu bramowego. Współcześnie po stronie zachodniej o przejazdu, po wtórnym podziale, znajdują się dwa lokale, tak że łącznie jest ich trzy.
Na czterech kondygnacjach powtarzalnych znajduje się po sześć mieszkań (po trzy w każdej z klatek schodowych). Są to po dwa mieszkania dwustronne oraz jedno mieszkanie jednostronne (od strony ulicy), o przybliżonych powierzchniach rzędu 47 m² i 49 m² (2 pokoje i kuchnia) i 62 m² (3 pokoje i kuchnia) dla mieszkań dwustronnych oraz 45 m² dla mieszkania jednostronnego (2 pokoje i kuchnia). Łączenie takich mieszkań jest 24. Dwa dodatkowe mieszkania położone od strony podwórza nad magazynami sklepowymi. Jedno z nich, jednopokojowe ma 18,6 m² powierzchni, a drugie, dwupokojowe ma 30,53 m². Łączenie w budynku są więc 3 lokale użytkowe i 26 mieszkań.

### Rzut i bryła
Budynek wybudowany jest na rzucie wydłużonego prostokąta. Wyróżnikami są: przejazd bramowy położony w osi tego prostokąta oraz klatki schodowe, które zasadniczo także w kształcie prostokąta w części północnej są wyodrębnione z bryły poprzez ryzalit ukształtowany na planie połowy koła. Bryłę budynku określa się jako zwartą. Dach został ukształtowany jako dwuspadowy, wysoki, z wysokimi kominami. Po stronie południowej z prostej bryły wyróżniono w skrajnych osiach fasady dwa pseudoryzality, a po stronie północnej dwa ryzality, półokrągłe, mieszczące klatki schodowe. Nad tymi ostatnimi ukształtowano osobne daszki o niewielkim nachyleniu.

### Elewacje

#### Wprowadzenie do elewacji
Budynek jest wpisany w zwarty ciąg zabudowy północnej pierzei ulicy. Posiada dwie elewacje: południową (fasada od strony ulicy) i północną (od strony wnętrza międzyblokowego). Obie elewacje w budynku zaprojektowano jako symetryczne, w poziomie parteru z otwartym przejazdem bramowym. Natomiast ściany boczne przylegają do sąsiadujących w pierzei budynków: ściana zachodnia obiektu przylega do kamienicy z lat 70. XIX wieku pod numerem 92 (budynek mieszkalny przy ulicy marszałka Józefa Piłsudskiego 92), a ściana wschodnia do ściany sąsiadującego budynku, w którym mieści się hotelu Piast pod numerem 98.

#### Przejazd bramowy
Sklepienie przejazdu bramowego ukształtowano półkoliście. Portal od strony fasady ukształtowano dekoracyjnie wykorzystując płyty z piaskowca w takich elementach jak pilastry o profilowanych płycinach, głowice z kimationem jońskim, wparty na nich łuk z dwoma żłobkowaniami, klucz zamykający łuk w kształcie esownicy. W samym podłuczu wykorzystano kasetony w kształcie czworoboków. Natomiast przy poziomie posadzki przejazdu zamontowano granitowe odbojniki w formie ściętych ostrosłupów. Ściany przejazdu pokryto pozornym boniowaniem wyrobionym w tynku. Ich zwieńczeniem jest gzyms biegnący na całej długości przejazdu, wykonany na wysokości zgodnym z linią głowic pilastrów portalu. Portal od strony podwórza analogiczny jak w fasadzie.

#### Elewacja południowa
Fasada obiektu stanowi jego elewację południową, budując północną pierzeję ulicy, przy której jest położony. Wykonano ją jako tynkowaną z dużym udziałem elementów z piaskowca. Jest symetryczna, ma jedenaście osi architektonicznych, a w osi symetrii całego budynku położony jest przejazd bramowy. Z układu fasady wyodrębniony jest parter z lokalami użytkowymi, dla których przewidziano duże witryny sklepowe. Ta część przyziemia fasady oddzielona jest od wyższych kondygnacji gzymsem cokołowym. Ściany parteru licowane płytami z nieobrobionego piaskowca. Witryny sklepowe otoczone zostały obramieniami z polerowanego granitu. Cokół przy terenie wykonano ze zmatowionego granitu. Powyżej gzymsu cokołowego nad parterem zaprojektowano okna typu piano nobile, pod którymi od parapetu podokiennego do gzymsu wykonano płyciny. Powyżej kondygnacji mieszkalnych wykonano gzyms kordowy (z wyłączeniem skrajnych osi). Natomiast osie skrajne (zachodnia i wschodnia) wyróżnione są za pomocą pseudoryzalitów oraz balkonów na wszystkich kondygnacjach mieszkalnych. Nad nimi wyróżnienie w postaci ścianek attykowych z parami obelisków (w formie ściętych ostrosłupów, o profilowanych krawędziach) i oculusami, przesłaniającymi część dachu, a same ścianki attykowe mają wysunięte narożniki podkreślone rautami. Ponadto w fasadzie zastawano także inne detale architektoniczne, takie jak między innymi obramowania okien w formie profilowanych, piaskowcowych opaskach, obramowania grup okien, płyciny, okna typu porte-fenetre, ażurowe osłony z prętów, pasy płyt z piaskowca, w różnych formach np. kwadratów, prostokątów, balustrady balkonów z piaskowca, a w środkowej części z dwulalkowych tralek, rozety w niektórych płycinach w formie uproszczonego kwiatu z pięcioma płatkami na pięciu mięsistych liściach i inne. Nad tymi kondygnacjami w niektórych osiach wykonano przepruty w połaci dachu okna typu oeil-de-boeuf z naczółkiem falistym, obite blachą.

#### Elewacja północna
Elewacja północna budynku znajdująca się od strony podwórza (wnętrza międzyblokowego), również jest symetryczna. Ma dwanaście osi architektonicznych. Charakterystycznym elementem tej elewacji są dwa ryzality ukształtowane na planie połowy koła, mieszczące klaki schodowe. Elewacja wykonana jest jako tynkowana, z dodatkowym zdobieniem w niektórych miejscach w postaci bonii. Kondygnacja cokołowa zwieńczona jest gzymsem cokołowym. Własne gzymsy posiadają wspominane ryzality. Ponad kondygnacjami mieszkalnymi na całej długości budynku wykonano profilowany gzyms koronujący. Od tej strony połać dachu przepruta jest dwoma oknami mansardowymi. Wspominane ryzality połać elewacji północnej dzielą na trzy wyraźnie wyodrębnione części, przy czym płaszczyzny skrajne mają po 3 osie, a płaszczyzna środkowa (między ryzalitami) ma 4 osie. Wokół okien wykonano profilowane obramowanie wyrobione z tyku. Z innych detali można wymienić płyciny (również wyrobione w tynku). Odmienny układ ma parter. Jest tu jedenaście osi. Ich układ jest następujący: 3 osie, ryzalit, 1 oś, przejazd, 1 oś, ryzalit, 3 osie. Cokół wykonano tu z płytami granitu. W ryzalitach drzwi wejściowe do klatek schodowych rozmieszczono osiowo. Przed nimi po dwa schodki zewnętrzne. Można tu wymienić prostokątne naświetle, na każdej kondygnacji po trzy okna w profilowanych obramieniach, przy czym na czterech z nich w kształcie pionowych, wydłużonych prostokątów, a na ostatniej kondygnacji dwa mniejsze w kształcie kwadratu. Tak ukształtowana elewacja oceniana jest jako efektowna, w szczególności dzięki dwóm ryzalitom, nadającym bryle budynku lekkości i malowniczości.

### Aspekty budowlane
Pod względem konstrukcji jest to budynek murowany z cegły na zaprawie cementowo-wapiennej. Posadowiono go na fundamentach z betonu żwirowego, dozbrajanego prętami ze stali okrągłej. Balkony wykonano jako żelbetowe. Do wykonania stropów natomiast wykorzystano system typu „DMS”. Są to stropy gęstożebrowe, prefabrykowane, belkowo-pustakowe. Dwuspadowy dach ukształtowano na więźbie dachowej wykonanej z drewna. Ukształtowano ją jako konstrukcję dwustolcową, kleszczowo-płatwiową. Schody wewnętrzne wykonano jako żelbetowe, przy czym biegi kondygnacji nadziemnych wykonane są w układzie płytowym. Są to schody dwubiegowe ze spocznikami. Przy nich zamontowano ażurowe balustrady kute mające formę pętli połączonych pierścieniami i kółkami. Na ich zwieńczeniu zamontowano drewniane pochwyty.
W otworach okiennych zamontowano okna drewniane, współcześnie częściowo wymienione na okna PVC. Fasada południowa częściowo tynkowana, a częściowo licowana jest płytami z piaskowca, z którego wykonano partie cokołowe, płyciny okienne, obramowania okienne, balustrady balkonowe, ścianki attykowe z parami obelisków. Ściana północna od zewnątrz wykończona tynkiem, częściowo z boniowaniem i opaskami okiennymi również wyrobionymi z tynku. Na czwartej kondygnacji przy otworach typu porte-fenetre, wykonano osłony z giętych, metalowych prętów.
Podłogi i podsadzki wewnętrzne są zróżnicowane w zależności od kondygnacji oraz przeznaczenia pomieszczeń. W piwnicy wykonane zostały jako cementowe, w częściach wspólnych komunikacji na kondygnacjach nadziemnych (klatka schodowa, w tym biegi schodowe) z lastrico, w pokojach z klepki bukowej, natomiast na strychy z polepy żużlowej z zaprawą.

## Ochrona

### Ochrona budynku
Budynek ujęty został w ewidencji zabytków. Został mu przypisany identyfikator jednolitej informacji przestrzennej Inspire id: PL.1.9.ZIPOZ.NID_E_02_BK.167871. W ewidencji gminnej rodzaj ochrony określono jako: miejscowy plan zagospodarowania przestrzennego, przy czym ochronie podlegają: bryła i gabaryty budynków, forma architektoniczna, artykulacja i sposób opracowania elewacji, podziały i detale elewacji, formy dachów. Określono także dopuszczalny zakres ewentualnej rozbudowy oraz ograniczenia dotyczące montażu elementów i urządzeń.
W opracowaniach dotyczących budynku podkreśla się konieczność zachowania jego historycznych walorów, przy równocześnie potrzebnie doprowadzenia do stanu, w którym będzie miał reprezentacyjny, elegancki i wielkomiejski charakter, zarówno ze względu na walory architektoniczne i historyczne, jak i ze względu na wyeksponowanie oraz położenie przy jednej z głównych, reprezentacyjnych arterii Wrocławia, w sąsiedztwie dworca głównego. Nieremontowany obiekt wymaga kompleksowego remontu, który doprowadzi do rewitalizacji reprezentowanych przez niego wartości kulturowych.
Budynek był uznany za dobro kultury współczesnej i znajdował się na wrocławskiej liście takich dóbr zawartej w studium uwarunkowań i kierunków zagospodarowania przestrzennego z 2010 r. Taka propozycja znalazła się bowiem w karcie ewidencyjnej zabytków architektury i budownictwa z 2009 r. Przed uchwaleniem studium uwarunkowań i kierunków zagospodarowania przestrzennego dla miasta Wrocławia z 2018 r. podczas prac i analiz dotyczących jakie obiekty uznać za dobra kultury współczesnej ten budynek był również jedną z propozycji, która nie została jednak uwzględniona i budynek ten nie znalazł się na wrocławskiej liście tych dóbr.

### Ochrona obszaru
Obszar, na którym położony jest budynek, to historyczny układ urbanistyczny Przedmieścia Południowego we Wrocławiu, który jako założenie przestrzenne objęty jest ochroną w ramach gminnej ewidencji zabytków oraz ujęty jest w wojewódzkim wykazie zabytków. Układ ten kształtowany był począwszy od XIII wieku, a następnie od około 1840 r. do początku lat 60. XX wieku. Rodzaj ochrony określony jest na inny. Stan zachowania obszaru oceniany jest na: 4 – dobry / 5 – bardzo dobry.

## Odbiór i opinie
Budynek mieszkalno-usługowy przy ulicy marszałka Józefa Piłsudskiego 94-96 podawany jest jako dobry przykład wrocławskiej architektury okresu, w którym obowiązywały wzorce socrealistyczne. Zwraca się jednak uwagę na fakt, podobnie jak w przypadku niedaleko położonej Kościuszkowskiej Dzielnicy Mieszkaniowej (KDM), że istnieje we wrocławskich projektach architektonicznych tamtego okresu, także w przypadku tego budynku, wyraźne odcięcie, odróżnienie od wzorców radzieckich, czy nawet warszawskich, szczególnie zaś jeśli chodzi o brak skrajnych, widocznych w tamtych projektach takich cech jak przerysowany monumentalizm i przesadna dekoracyjność. Częściowo kładzie się to na karb skromnych środków w zrujnowanym przez wojnę mieście, przez co powstawało stosunkowo niewiele realizacji, były one prowadzone w znaczenie mniejszej skali, przy równoczesnej próbie ograniczenia kosztów inwestycji. Jednak znawcy podkreślają, że takie cechy ogólnie pozytywnie wyróżniają wrocławską architekturę socrealizmu od ocznych ogólnych standardów, także widoczne w architekturze tego budynku. Są to między innymi umiarkowana, historyzująca stylistyka, dobrej jakości materiały wykończeniowe, przemyślane proporcje i podziały elewacji. Podkreśla się, że jego cechy predysponują go do uznania za reprezentatywny przykład wrocławskiej architektury pierwszej połowy lat 50. XX wieku. Dom pod numerem 94-96 był jednym z pierwszych jaki powstał od fundamentów aż po dach i także z tego względu uznaje się go za ważny dla historii i architektury Wrocławia. Istnieją wręcz poglądy wyrażane w publikacjach, że jest to pierwszy dom zbudowany po zakończeniu II wojny światowej od podstaw, lecz jest to informacja nie zweryfikowana.
Pozytywne opinie dotyczą także wielu aspektów rozwiązań przyjętych przez architekta, a dotyczących bezpośrednio samego budynku. Przede wszystkim wskazuje się na dobre wkomponowanie obiektu w bezpośrednie jego sąsiedztwo, z zachowaniem dotychczasowej linii zabudowy, dzięki czemu odbudowana została pierzeja ważnej dla miasta reprezentacyjnej ulicy, a sam budynek jest dobrze zintegrowany z otoczeniem. Sąsiedztwo budynku określane jako eklektyczne spójnie współgra z jego proporcjami, wysokim parterem, spadzistym dachem oraz dekoracjami. Uwagę zwraca staranne wykończenia i wysoki poziom wykonawstwa zrealizowane przez fachową siłę roboczą. Do powyższych zalet dochodzą te praktyczne a dotyczące cech budynku pozytywnie wyróżniających go pod względem samych mieszkańców. Przewidziano bowiem wiele udogodnień jak pomieszczenia gospodarcze, na wózki i rowery, pralnie, suszarnie oraz zielone podwórko we wnętrzu międzyblokowym. Także sam rozkład mieszkań, szczególnie dwustronnych uznawany jest za bardzo udany.